# 商州 (北周)
商州，中国古代的州。
北周宣政元年（578年）改洛州置，治所在上洛县（今陕西省商洛市商州区）。隋朝大业三年（607年）改为上洛郡。唐朝武德元年（618年）复为商州。天宝、至德时复为上洛郡。乾元元年（758年）复为商州。唐朝时，辖境约当今陕西省秦岭以南，柞水、镇安以东，商南以西和湖北省郧西县上津镇地。
北宋时，属陕西路，后属永兴军路。崇宁时户七万三千一百二十九，口一十六万二千五百三十四。贡麝香、枳壳实。下领五县：上洛县、商洛县、洛南县、丰阳县、上津县。
明朝洪武年间降为县，成化时复升为州，同时以商县的层峰驿置商南县。下领四县：商南县、雒南县、山阳县、镇安县，属西安府。清朝雍正三年（1725年），升为商州直隸州。辛亥革命后，于1913年废为商县。
| 隋代行政区划变遷 | 隋代行政区划变遷 | 隋代行政区划变遷 | 隋代行政区划变遷 | 隋代行政区划变遷 | 隋代行政区划变遷 | 隋代行政区划变遷 | 隋代行政区划变遷                   | 隋代行政区划变遷 |
| 区划             | 開皇元年         | 開皇元年         | 開皇元年         | 開皇元年         | 開皇元年         | 区划             | 大業3年                            |                  |
| ---------------- | ---------------- | ---------------- | ---------------- | ---------------- | ---------------- | ---------------- | ---------------------------------- | ---------------- |
| 州               | 商州             | 商州             | 商州             | 商州             | 上州             | 郡               | 上洛郡                             |                  |
| 郡               | 上洛郡           | 上庸郡           | 拒陽郡           | 魏興郡           | 上津郡           | 县               | 上洛县 丰阳县 商洛县 洛南县 上津县 |                  |
| 县               | 上洛县           | 丰陽县 商洛县    | 拒陽县           | 南陽县           | 上津县           | 县               | 上洛县 丰阳县 商洛县 洛南县 上津县 |                  |

| 唐朝商州辖县 | 唐朝商州辖县                                                     |
| ------------ | ---------------------------------------------------------------- |
| 618年        | 上洛县、洛南县、商洛县、丰阳县                                   |
| 619年        | 上洛县、洛南县、商洛县、丰阳县                                   |
| 634年        | 上洛县、洛南县、商洛县、丰阳县（上津县来属）                     |
| 658年        | 上洛县、洛南县、商洛县、丰阳县                                   |
| 661年        | 上洛县、洛南县、商洛县、丰阳县、上津县（朱阳县来属）             |
| 664年        | 上洛县、洛南县、商洛县、丰阳县、上津县、朱阳县                   |
| 696年        | 上洛县、洛南县、商洛县、丰阳县、上津县、朱阳县（增安业县）       |
| 697年        | 上洛县、洛南县、商洛县、丰阳县、上津县、安业县（朱阳县改属虢州） |
| 709年        | 上洛县、洛南县、商洛县、丰阳县、上津县（安业县改属雍州）         |
| 710年        | 上洛县、洛南县、商洛县、丰阳县、上津县（安业县来属）             |
| 758年        | 上洛县、洛南县、商洛县、丰阳县、上津县、安业县（改名乾元县）     |

## 刺史
| 唐朝商州刺史 - 泉彦宗（618年） - 王湛（武德年间） - 刘元立（武德、贞观年间） - 李博乂（贞观年间） - 萧瑀（646年—647年） - 周道务（648年—649年） - 永宁（660年） - 柳範（唐高宗时） - 弓志弘（唐高宗时） - 段嗣道（武周时） - 杨言成（武周时） - 赵崇嗣（武周时） - 李朴（武周时） - 韦弼（唐中宗时） - 岑休（唐睿宗时） - 李法静（唐睿宗时） - 高绍（开元初年） - 侯莫陈涉（722年） - 杨令深（开元年间） - 陈光（开元末年） - 卢廙（唐玄宗时） - 上洛郡太守 - 王翊（758年） - 李奂（758年—759年） - 韦伦（759年） - 鲜于叔明（760年—761年） - 左振（762年） - 卢浦（763年） - 殷仲卿（767年—768年） - 吴仲孺（770年—771年） | - 李国清（774年） - 马燧（775年） - 乌崇福（777年） - 武良臣（大历年间） - 卢日新（唐代宗时） - 姚明扬（781年） - 谢良辅（783年） - 李佐（786年） - 李西华（791年） - 房茂长（贞元年间） - 李汶（797年—798年） - 崔芃（贞元、元和年间） - 李词（807年） - 杜兼（807年—808年） - 元义方（808年—809年） - 董溪（810年—811年） - 萧曾（812年） - 严谟（819年） - 卞俛（元和年间） - 刘遵古（元和年间） - 张平叔（元和末年） - 王公亮（821年） - 敖（823年—824年） - 独孤密（827年—828年） - 李景让（大和年间） - 卢载（大和年间） - 吕述（会昌年间） - 南卓（会昌末年） - 崔珙（847年） - 魏謩（847年—848年） - 李福（849年） | - 司空舆（大中年间） - 崔黯（大中年间） - 崔碣（大中年间） - 郑裔绰（859年） - 郑愚（咸通初年） - 杜子迁（863年） - 刘蜕（咸通年间） - 王凝（871年） - 王枢（874年） - 李诰（874年） - 张同（876年） - 卢知猷（乾符年间） - 宋巖（881年） - 杨守信（光启年间） - 李存权（901年） - 程景思（904年） - 皇甫元凯 - 公孙钦 - 李涓 - 郭某 - 杜巫 |  |